# Sunway SW26010
Sunway SW26010은 상하이의 National High Performance Integrated Circuit Design Center에서 설계한 260 코어의 멀티 코어 프로세서이다. 이 제품은 중국에서 설계된 64 비트 RISC (Reduced Instruction Set Computing) 아키텍처인 Sunway 아키텍처를 구현했다. SW26010에는 8x8 어레이로 배열 된 64 개의 Compute Processing Elements (CPE) 클러스터가 4 개 있다. 이러한 CPE는 SIMD 명령어를 지원하며 사이클 당 8배의 정밀도에서 부동소수점 연산을 수행할 수 있다. 각 클러스터에는 관리 기능을 제공하는 MPE (Management Processing Element)라고하는보다 일반적인 범용 코어가 있다. 각 클러스터는 고유한 DDR3 SDRAM 컨트롤러와 자체 주소 공간이있는 메모리 뱅크를 가지고 있다. 프로세서는 1.45GHz의 클럭 속도로 작동한다.
CPE 코어는 기존 캐시 계층 구조 대신 64KB의 스크래치 패드 메모리와 16KB의 명령어를 제공하며 칩을 통해 네트워크를 통해 통신한다. MPE는 32KB L1 명령어 및 데이터 캐시와 256KB L2 캐시를 사용하는보다 전통적인 설정이다.  마지막으로 온칩 네트워크는 칩을 외부 인터페이스에 연결하는 단일 시스템 상호 연결 인터페이스에 연결된다.
SW26010은 썬웨이 타이후 라이트(Sunway TaihuLight) 슈퍼 컴퓨터에 사용되며, 2020년 11월 현재 TOP500 프로젝트에서 세계에서 4번째로 빠른 슈퍼 컴퓨터이다. 이 시스템은 40,960 개의 SW26010을 사용하여 LINPACK 벤치 마크에서 93.01 PFlop/s를 얻었다.

## 같이 보기
- 베오울프 클러스터
- 스팍프로세서
- 알파 프로세서

## 참고
- National Supercomputing Center in Wuxi (NRCPC)
- (NUDT)National Super Computer Center in Guangzhou